# Totanés
Totanés ist ein Dorf und eine zentralspanische Gemeinde (municipio) mit 371 Einwohnern (Stand: 2024) in der Provinz Toledo in der Autonomen Gemeinschaft Kastilien-La Mancha.

## Lage und Klima
Totanés liegt etwa 31 Kilometer südöstlich von Toledo in der historischen Provinz La Mancha in einer Höhe von ca. 715 m. 
Das Klima im Winter ist rau, im Sommer dagegen trocken und warm; der Regen (ca. 506 mm/Jahr) fällt überwiegend in den Wintermonaten.

## Bevölkerungsentwicklung
| Jahr      | 1970 | 1981 | 1991 | 2001 | 2011 | 2021 |
| Einwohner | 403  | 363  | 380  | 375  | 425  | 346  |

## Sehenswürdigkeiten

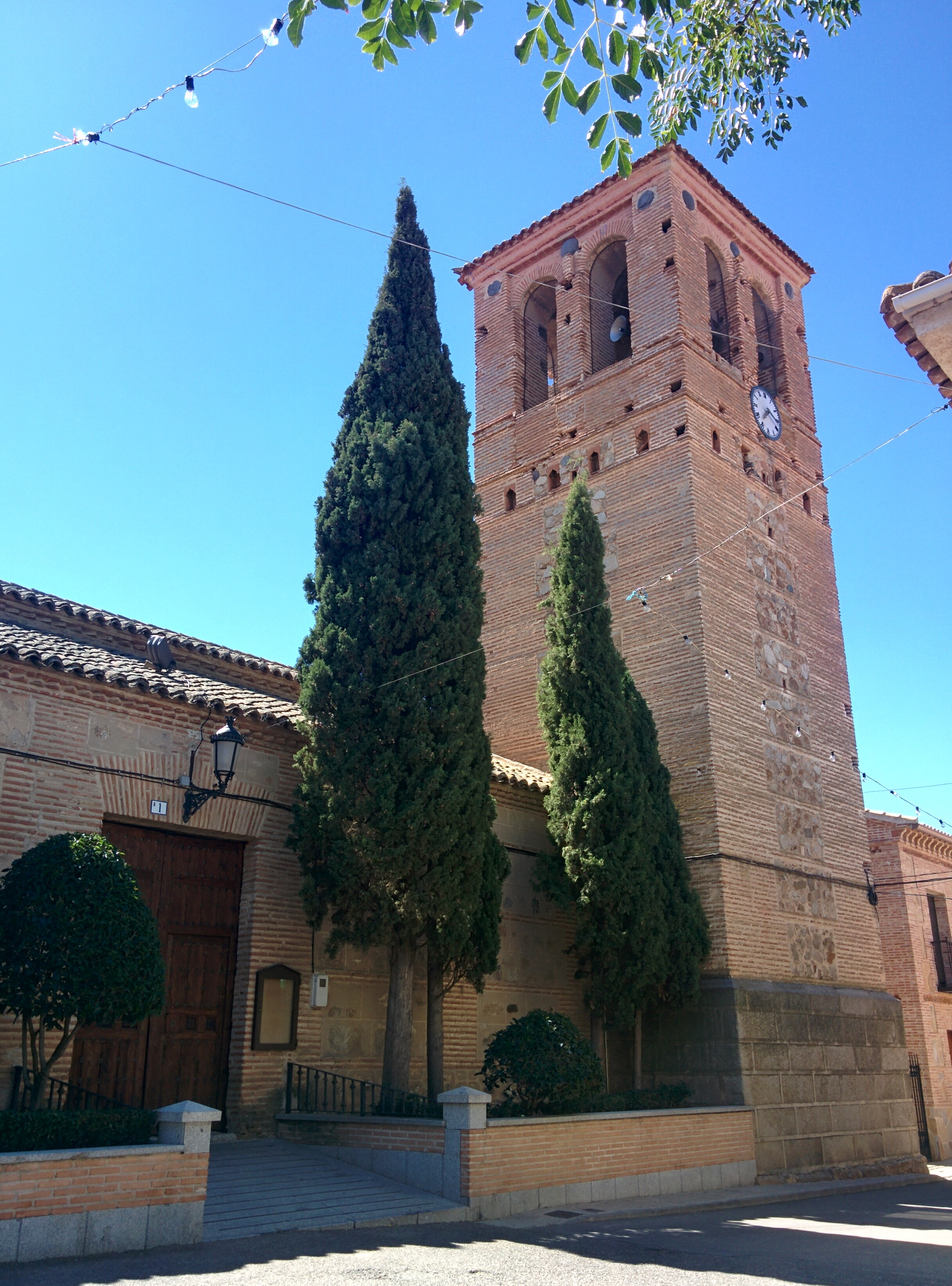
archäologische Grabungsstätte einer Ringanlage
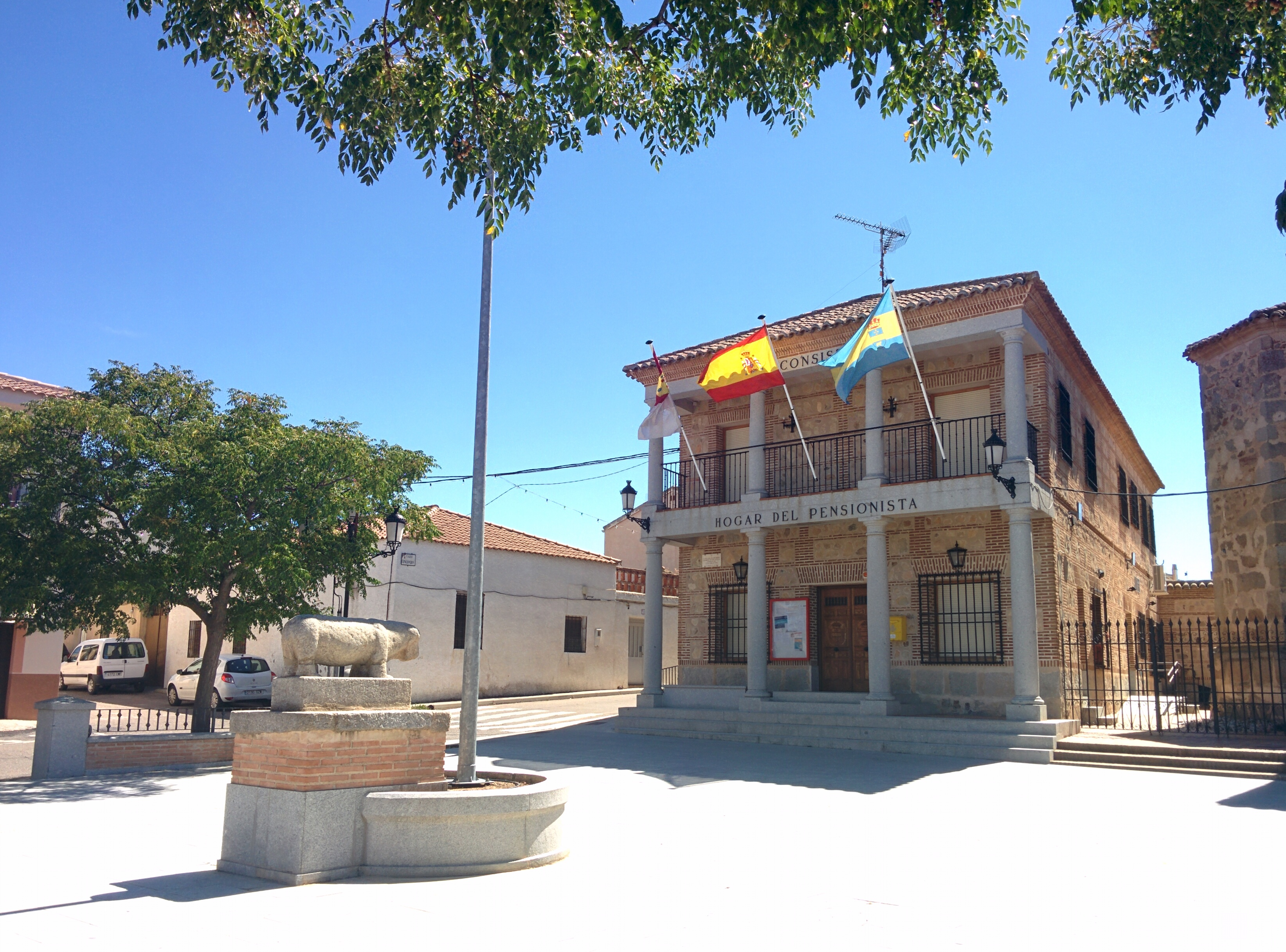
Kirche der Unbefleckten Empfängnis

- Kirche der Unbefleckten Empfängnis
- Rathaus